# Tanorus veterator
Tanorus veterator là một loài Trichoptera trong họ Hydrobiosidae. Chúng phân bố ở miền Australasia.